# Lucas Gamba
Lucas Emanuel Gamba (San Rafael, Provincia de Mendoza, Argentina; 24 de junio de 1987) es un futbolista argentino. Juega como delantero y su primer equipo fue Deportivo Maipú. Actualmente milita en Unión de Santa Fe de la Liga Profesional.

## Clubes
- Actualizado al 15 de agosto de 2025

| Club                              | Div.                | Temporada           | Liga | Liga | Copa Nacional | Copa Nacional | Copa Internacional | Copa Internacional | Total | Total |
| Club                              | Div.                | Temporada           | PJ   | G    | PJ            | G             | PJ                 | G                  | PJ    | G     |
| --------------------------------- | ------------------- | ------------------- | ---- | ---- | ------------- | ------------- | ------------------ | ------------------ | ----- | ----- |
| Deportivo Maipú Argentina         | 3.ª                 | 2008/09             | ?    | 12   | -             | -             | -                  | -                  | ?     | 12    |
| Deportivo Maipú Argentina         | 3.ª                 | 2010/11             | ?    | 4    | -             | -             | -                  | -                  | ?     | 4     |
| Deportivo Maipú Argentina         | 3.ª                 | 2011/12             | ?    | 1    | 0             | 0             | -                  | -                  | ?     | 1     |
| Deportivo Maipú Argentina         | 3.ª                 | 2012/13             | 34   | 9    | 1             | 0             | -                  | -                  | 35    | 9     |
| Deportivo Maipú Argentina         | 3.ª                 | 2013/14             | 16   | 5    | 1             | 0             | -                  | -                  | 17    | 5     |
| Deportivo Maipú Argentina         | Total               | Total               | 130  | 31   | 2             | 0             | -                  | -                  | 132   | 31    |
| Independiente Rivadavia Argentina | 2.ª                 | 2009/10             | 13   | 0    | -             | -             | -                  | -                  | 13    | 0     |
| Independiente Rivadavia Argentina | 2.ª                 | 2013/14             | 19   | 7    | -             | -             | -                  | -                  | 19    | 7     |
| Independiente Rivadavia Argentina | Total               | Total               | 32   | 7    | -             | -             | -                  | -                  | 32    | 7     |
| Unión Argentina                   | 2.ª                 | 2014                | 19   | 5    | -             | -             | -                  | -                  | 19    | 5     |
| Unión Argentina                   | 1.ª                 | 2015                | 30   | 6    | 1             | 0             | -                  | -                  | 31    | 6     |
| Unión Argentina                   | 1.ª                 | 2016                | 14   | 2    | 1             | 0             | -                  | -                  | 15    | 2     |
| Unión Argentina                   | 1.ª                 | 2016/17             | 30   | 4    | 4             | 1             | -                  | -                  | 34    | 5     |
| Unión Argentina                   | 1.ª                 | 2017/18             | 24   | 7    | 2             | 1             | -                  | -                  | 26    | 8     |
| Unión Argentina                   | 1.ª                 | 2024                | 25   | 1    | 14            | 2             | -                  | -                  | 39    | 3     |
| Unión Argentina                   | 1.ª                 | 2025                | 21   | 4    | 2             | 0             | 6                  | 1                  | 29    | 5     |
| Unión Argentina                   | Total               | Total               | 163  | 29   | 24            | 4             | 6                  | 1                  | 193   | 34    |
| Huracán Argentina                 | 1.ª                 | 2018/19             | 24   | 6    | 5             | 1             | 6                  | 2                  | 35    | 9     |
| Huracán Argentina                 | Total               | Total               | 24   | 6    | 5             | 1             | 6                  | 2                  | 35    | 9     |
| Rosario Central Argentina         | 1.ª                 | 2019/20             | 22   | 3    | 1             | 0             | -                  | -                  | 23    | 3     |
| Rosario Central Argentina         | 1.ª                 | 20                  | -    | -    | 12            | 1             | -                  | -                  | 12    | 1     |
| Rosario Central Argentina         | 1.ª                 | 2021                | 15   | 4    | 12            | 3             | 8                  | 2                  | 35    | 9     |
| Rosario Central Argentina         | 1.ª                 | 2022                | 5    | 0    | 14            | 1             | -                  | -                  | 19    | 1     |
| Rosario Central Argentina         | Total               | Total               | 42   | 7    | 39            | 5             | 8                  | 2                  | 89    | 14    |
| Liga de Quito · Ecuador           | 1.ª                 | 2022                | 12   | 0    | -             | -             | -                  | -                  | 12    | 0     |
| Liga de Quito · Ecuador           | Total               | Total               | 12   | 0    | -             | -             | -                  | -                  | 12    | 0     |
| C. Córdoba (SdE) Argentina        | 1.ª                 | 2023                | 26   | 5    | 16            | 4             | -                  | -                  | 42    | 9     |
| C. Córdoba (SdE) Argentina        | Total               | Total               | 26   | 5    | 16            | 4             | -                  | -                  | 42    | 9     |
| Total en su carrera               | Total en su carrera | Total en su carrera | 429  | 85   | 86            | 14            | 20                 | 5                  | 535   | 104   |

## Palmarés
| Título                     | Club              | País      | Año  |
| -------------------------- | ----------------- | --------- | ---- |
| Ascenso a Primera División | Unión de Santa Fe | Argentina | 2014 |